# Georges Lanoë-Villène
 (mai 2023).
La mise en forme du texte ne suit pas les recommandations de Wikipédia : il faut le « wikifier ».
Les points d'amélioration suivants sont les cas les plus fréquents :
- Les titres sont pré-formatés par le logiciel. Ils ne sont ni en capitales, ni en gras.
- Le texte ne doit pas être écrit en capitales (les noms de famille non plus), ni en gras, ni en italique, ni en « petit »…
- Le gras n'est utilisé que pour surligner le titre de l'article dans l'introduction, une seule fois.
- L'italique est rarement utilisé : mots en langue étrangère, titres d'œuvres, noms de bateaux, etc.
- Les citations ne sont pas en italique mais en corps de texte normal. Elles sont entourées par des guillemets français : « et ».
- Les listes à puces sont à éviter, des paragraphes rédigés étant largement préférés. Les tableaux sont à réserver à la présentation de données structurées (résultats, etc.).
- Les appels de note de bas de page (petits chiffres en exposant, introduits par l'outil «  Source ») sont à placer entre la fin de phrase et le point final[comme ça].
- Les liens internes (vers d'autres articles de Wikipédia) sont à choisir avec parcimonie. Créez des liens vers des articles approfondissant le sujet. Les termes génériques sans rapport avec le sujet sont à éviter, ainsi que les répétitions de liens vers un même terme.
- Les liens externes sont à placer uniquement dans une section « Liens externes », à la fin de l'article. Ces liens sont à choisir avec parcimonie suivant les règles définies. Si un lien sert de source à l'article, son insertion dans le texte est à faire par les notes de bas de page.
- La présentation des références doit suivre les conventions bibliographiques. Il est recommandé d'utiliser les modèles {{Ouvrage}}, {{Chapitre}}, {{Article}}, {{Lien web}} et/ou {{Bibliographie}}. Le mode d'édition visuel peut mettre en forme automatiquement les références.
- Insérer une infobox (cadre d'informations à droite) n'est pas obligatoire pour parachever la mise en page.

Pour une aide détaillée, merci de consulter Aide:Wikification.
Si vous pensez que ces points ont été résolus, vous pouvez retirer ce bandeau et améliorer la mise en forme d'un autre article.
 (mai 2023).
Georges Lanoë-Villène, né le 20 octobre 1863 à Nantes et mort le 12 juin 1949 à Garches, est un artiste-peintre et auteur français. 

## Biographie
Georges Lanoë-Villène est le fils de Julien Lanoë (1841-1919), négociant en fer et métaux à Nantes, fondateur de  Lanoë & Adam, maire de Savenay, conseiller général de la Loire-Inférieure, et d'Alice Villaine. Il est le frère de Paul Lanoë (1873-1934), industriel à Nantes et conseiller général, et l'oncle de Julien Lanoë et d'Henry Leray. 
Artiste-peintre, il expose en 1894 et 1896, au salon de la Société nationale des beaux-arts, des peintures et des dessins inspirés principalement de la Bretagne, puis de nouveau en 1904. En avril-mai 1898, il expose chez Le Barc de Boutteville (Paris), des paysages peints sur toiles. En 1906, il expose au Salon des indépendants.
Il est également l'auteur de plusieurs ouvrages dont un Livre des Symboles qui reste un ouvrage de référence.

## Publications
- La Place du Petit-Bois, monologue... (1892)
- Un artiste ignoré, le peintre Le Marcis (1900, avec Han Ryner)
- Histoire de l'école française de paysage (depuis le Poussin jusqu'à Millet) (1901)
- Histoire de l'école francaise de paysage depuis Chintreuil jusqu'a 1900 (1905)
- ''Le Roman celtique, l'arc-en-ciel, traité de fr. maç. écossaise et de symbolique religieuse (1909)
- Le roman du lys (1911)
- Principes généraux de la symbolique des religions (1915)
- Les Sources de la symbolique chrétienne (1921)
- Lanoë-Villène. Au pays de Bacchus (1923)
- Livre des symboles - Dictionnaire de symbolique et de mythologie (1927)